# 나누면 행복
《나누면 행복》은 문화방송의 매주 수요일 밤 12시부터 새벽 1시까지 방송된 MBC TV의 불우이웃후원 전문 교양 프로그램이다.  수화 통역 방송이며, 다시보기는 무료이다.

## 기획 의도
다양한 형태의 기부방법을 알리고 누구나 마음만 먹으면 즐겁게 기부에 동참할 수 있다는 인식변화와 적극적인 기부 참여를 유도하는 프로그램이다.

## 방송 시간
| 방송 채널 | 방송 기간                           | 방송 시간                                    |
| --------- | ----------------------------------- | -------------------------------------------- |
| MBC TV    | 2010년 7월 21일 ~ 2010년 10월 27일  | 매주 수요일 낮 12:40 ~ 오후 1:30 (50분)      |
| MBC TV    | 2010년 11월 5일                     | 매주 금요일 밤 12:20 ~ 새벽 1:10 (50분)      |
| MBC TV    | 2011년 2월 11일 ~ 2011년 4월 8일    | 매주 금요일 밤 12:20 ~ 새벽 1:10 (50분)      |
| MBC TV    | 2010년 11월 12일 ~ 2010년 11월 19일 | 매주 금요일 밤 12:10 ~ 새벽 1:00 (50분)      |
| MBC TV    | 2010년 12월 3일 ~ 2011년 1월 21일   | 매주 금요일 밤 12:30 ~ 새벽 1:20 (50분)      |
| MBC TV    | 2011년 4월 15일                     | 매주 금요일 밤 12:45 ~ 새벽 1:35 (50분)      |
| MBC TV    | 2011년 4월 22일                     | 매주 금요일 밤 12:35 ~ 새벽 1:25 (50분)      |
| MBC TV    | 2011년 4월 29일 ~ 2011년 5월 27일   | 매주 금요일 밤 12:45 ~ 새벽 1:30 (45분)      |
| MBC TV    | 2011년 6월 1일 ~ 2012년 1월 18일    | 매주 수요일 밤 12:35 ~ 새벽 1:25 (50분)      |
| MBC TV    | 2012년 2월 22일 ~ 2012년 5월 2일    | 매주 수요일 밤 12:35 ~ 새벽 1:25 (50분)      |
| MBC TV    | 2012년 1월 25일 ~ 2012년 2월 8일    | 매주 수요일 밤 12:25 ~ 새벽 1:15 (50분)      |
| MBC TV    | 2012년 2월 15일                     | 매주 수요일 밤 12:30 ~ 새벽 1:20 (50분)      |
| MBC TV    | 2012년 5월 9일 ~ 2012년 7월 11일    | 매주 수요일 밤 12:45 ~ 새벽 1:35 (50분)      |
| MBC TV    | 2012년 7월 25일 ~ 2012년 9월 26일   | 매주 수요일 밤 12:45 ~ 새벽 1:35 (50분)      |
| MBC TV    | 2012년 7월 18일                     | 매주 수요일 밤 12:55 ~ 새벽 1:45 (50분)      |
| MBC TV    | 2012년 10월 10일 ~ 2013년 3월 13일  | 매주 수요일 밤 12:55 ~ 새벽 1:45 (50분)      |
| MBC TV    | 2013년 3월 20일 ~ 2013년 11월 6일   | 매주 수요일 새벽 1:10 ~ 2:00 (50분)          |
| MBC TV    | 2014년 4월 2일 ~ 2014년 5월 7일     | 매주 수요일 새벽 1:10 ~ 2:00 (50분)          |
| MBC TV    | 2013년 11월 13일 ~ 2014년 3월 26일  | 매주 수요일 새벽 1:05 ~ 1:55 (50분)          |
| MBC TV    | 2015년 10월 7일                     | 매주 수요일 새벽 1:05 ~ 1:55 (50분)          |
| MBC TV    | 2014년 5월 14일 ~ 2014년 5월 21일   | 매주 수요일 새벽 1:10 ~ 2:15 (1시간 5분)     |
| MBC TV    | 2014년 7월 9일                      | 매주 수요일 새벽 1:10 ~ 2:15 (1시간 5분)     |
| MBC TV    | 2014년 10월 8일 ~ 2014년 11월 12일  | 매주 수요일 새벽 1:10 ~ 2:15 (1시간 5분)     |
| MBC TV    | 2016년 2월 17일                     | 매주 수요일 새벽 1:10 ~ 2:15 (1시간 5분)     |
| MBC TV    | 2015년 4월 8일 ~ 9월 30일           | 매주 수요일 새벽 1:10 ~ 2:15 (1시간 5분)     |
| MBC TV    | 2016년 4월 27일                     | 매주 수요일 새벽 1:10 ~ 2:15 (1시간 5분)     |
| MBC TV    | 2016년 5월 11일                     | 매주 수요일 새벽 1:10 ~ 2:15 (1시간 5분)     |
| MBC TV    | 2016년 5월 25일                     | 매주 수요일 새벽 1:10 ~ 2:15 (1시간 5분)     |
| MBC TV    | 2016년 6월 8일                      | 매주 수요일 새벽 1:10 ~ 2:15 (1시간 5분)     |
| MBC TV    | 2016년 6월 29일                     | 매주 수요일 새벽 1:10 ~ 2:15 (1시간 5분)     |
| MBC TV    | 2016년 7월 20일 ~ 2016년 7월 27일   | 매주 수요일 새벽 1:10 ~ 2:15 (1시간 5분)     |
| MBC TV    | 2017년 4월 12일 ~ 2017년 4월 19일   | 매주 수요일 새벽 1:10 ~ 2:15 (1시간 5분)     |
| MBC TV    | 2017년 5월 3일                      | 매주 수요일 새벽 1:10 ~ 2:15 (1시간 5분)     |
| MBC TV    | 2017년 10월 4일                     | 매주 수요일 새벽 1:10 ~ 2:15 (1시간 5분)     |
| MBC TV    | 2014년 6월 11일 ~ 2014년 7월 2일    | 매주 수요일 밤 12:55 ~ 새벽 2:00 (1시간 5분) |
| MBC TV    | 2014년 9월 17일                     | 매주 수요일 밤 12:55 ~ 새벽 2:00 (1시간 5분) |
| MBC TV    | 2015년 11월 11일 ~ 2016년 1월 6일   | 매주 수요일 밤 12:55 ~ 새벽 2:00 (1시간 5분) |
| MBC TV    | 2016년 1월 20일                     | 매주 수요일 밤 12:55 ~ 새벽 2:00 (1시간 5분) |
| MBC TV    | 2016년 2월 24일 ~ 2016년 3월 30일   | 매주 수요일 밤 12:55 ~ 새벽 2:00 (1시간 5분) |
| MBC TV    | 2016년 8월 3일 ~ 2018년 5월 30일    | 매주 수요일 밤 12:55 ~ 새벽 2:00 (1시간 5분) |
| MBC TV    | 2016년 11월 2일 ~ 2016년 11월 9일   | 매주 수요일 밤 12:55 ~ 새벽 2:00 (1시간 5분) |
| MBC TV    | 2016년 11월 23일                    | 매주 수요일 밤 12:55 ~ 새벽 2:00 (1시간 5분) |
| MBC TV    | 2016년 12월 14일                    | 매주 수요일 밤 12:55 ~ 새벽 2:00 (1시간 5분) |
| MBC TV    | 2016년 12월 28일 ~ 2017년 1월 11일  | 매주 수요일 밤 12:55 ~ 새벽 2:00 (1시간 5분) |
| MBC TV    | 2017년 1월 25일 ~ 2017년 3월 1일    | 매주 수요일 밤 12:55 ~ 새벽 2:00 (1시간 5분) |
| MBC TV    | 2017년 3월 15일 ~ 2017년 3월 29일   | 매주 수요일 밤 12:55 ~ 새벽 2:00 (1시간 5분) |
| MBC TV    | 2017년 8월 16일 ~ 2017년 8월 30일   | 매주 수요일 밤 12:55 ~ 새벽 2:00 (1시간 5분) |
| MBC TV    | 2018년 3월 28일 ~ 2018년 4월 18일   | 매주 수요일 밤 12:55 ~ 새벽 2:00 (1시간 5분) |
| MBC TV    | 2018년 5월 2일 ~ 2018년 5월 30일    | 매주 수요일 밤 12:55 ~ 새벽 2:00 (1시간 5분) |
| MBC TV    | 2018년 7월 11일 ~ 2018년 8월 1일    | 매주 수요일 밤 12:55 ~ 새벽 2:00 (1시간 5분) |
| MBC TV    | 2018년 10월 3일 ~ 2018년 10월 10일  | 매주 수요일 밤 12:55 ~ 새벽 2:00 (1시간 5분) |
| MBC TV    | 2014년 5월 28일                     | 매주 수요일 새벽 1:05 ~ 2:10 (1시간 5분)     |
| MBC TV    | 2014년 11월 19일 ~ 2015년 4월 1일   | 매주 수요일 새벽 1:05 ~ 2:10 (1시간 5분)     |
| MBC TV    | 2015년 10월 21일 ~ 2015년 11월 4일  | 매주 수요일 새벽 1:05 ~ 2:10 (1시간 5분)     |
| MBC TV    | 2016년 5월 4일                      | 매주 수요일 새벽 1:05 ~ 2:10 (1시간 5분)     |
| MBC TV    | 2016년 7월 13일                     | 매주 수요일 새벽 1:05 ~ 2:10 (1시간 5분)     |
| MBC TV    | 2016년 8월 31일 ~ 2016년 9월 7일    | 매주 수요일 새벽 1:05 ~ 2:10 (1시간 5분)     |
| MBC TV    | 2016년 9월 21일 ~ 2016년 10월 5일   | 매주 수요일 새벽 1:05 ~ 2:10 (1시간 5분)     |
| MBC TV    | 2016년 10월 19일 ~ 2016년 10월 26일 | 매주 수요일 새벽 1:05 ~ 2:10 (1시간 5분)     |
| MBC TV    | 2017년 4월 5일                      | 매주 수요일 새벽 1:05 ~ 2:10 (1시간 5분)     |
| MBC TV    | 2018년 1월 31일                     | 매주 수요일 새벽 1:05 ~ 2:10 (1시간 5분)     |
| MBC TV    | 2018년 11월 14일                    | 매주 수요일 새벽 1:05 ~ 2:10 (1시간 5분)     |
| MBC TV    | 2014년 10월 1일                     | 매주 수요일 새벽 2:00 ~ 3:05 (1시간 5분)     |
| MBC TV    | 2015년 10월 14일                    | 매주 수요일 새벽 1:20 ~ 2:25 (1시간 5분)     |
| MBC TV    | 2016년 6월 1일                      | 매주 수요일 새벽 1:20 ~ 2:25 (1시간 5분)     |
| MBC TV    | 2016년 1월 13일                     | 매주 수요일 새벽 1:00 ~ 2:05 (1시간 5분)     |
| MBC TV    | 2016년 10월 12일                    | 매주 수요일 새벽 1:00 ~ 2:05 (1시간 5분)     |
| MBC TV    | 2016년 11월 16일                    | 매주 수요일 새벽 1:00 ~ 2:05 (1시간 5분)     |
| MBC TV    | 2016년 11월 30일                    | 매주 수요일 새벽 1:00 ~ 2:05 (1시간 5분)     |
| MBC TV    | 2016년 12월 21일                    | 매주 수요일 새벽 1:00 ~ 2:05 (1시간 5분)     |
| MBC TV    | 2017년 1월 18일                     | 매주 수요일 새벽 1:00 ~ 2:05 (1시간 5분)     |
| MBC TV    | 2017년 3월 8일                      | 매주 수요일 새벽 1:00 ~ 2:05 (1시간 5분)     |
| MBC TV    | 2017년 4월 26일                     | 매주 수요일 새벽 1:00 ~ 2:05 (1시간 5분)     |
| MBC TV    | 2018년 8월 22일                     | 매주 수요일 새벽 1:00 ~ 2:05 (1시간 5분)     |
| MBC TV    | 2018년 10월 24일 ~ 2018년 11월 7일  | 매주 수요일 새벽 1:00 ~ 2:05 (1시간 5분)     |
| MBC TV    | 2016년 4월 6일                      | 매주 수요일 새벽 1:25 ~ 2:30 (1시간 5분)     |
| MBC TV    | 2018년 4월 25일                     | 매주 수요일 새벽 1:30 ~ 2:35 (1시간 5분)     |
| MBC TV    | 2016년 4월 20일                     | 매주 수요일 새벽 1:15 ~ 2:20 (1시간 5분)     |
| MBC TV    | 2016년 5월 18일                     | 매주 수요일 새벽 1:15 ~ 2:20 (1시간 5분)     |
| MBC TV    | 2017년 5월 10일 ~ 2017년 6월 28일   | 매주 수요일 새벽 1:15 ~ 2:20 (1시간 5분)     |
| MBC TV    | 2017년 7월 12일 ~ 2017년 8월 9일    | 매주 수요일 새벽 1:15 ~ 2:20 (1시간 5분)     |
| MBC TV    | 2017년 7월 5일                      | 매주 수요일 새벽 1:25 ~ 2:30 (1시간 5분)     |
| MBC TV    | 2016년 6월 15일 ~ 2016년 6월 22일   | 매주 수요일 새벽 3:00 ~ 4:00 (1시간)         |
| MBC TV    | 2016년 9월 14일                     | 매주 수요일 새벽 2:05 ~ 3:10 (1시간 5분)     |
| MBC TV    | 2017년 9월 6일 ~ 2017년 9월 27일    | 매주 수요일 밤 12:40 ~ 새벽 1:45 (1시간 5분) |
| MBC TV    | 2017년 10월 11일 ~ 2017년 11월 1일  | 매주 수요일 밤 12:40 ~ 새벽 1:45 (1시간 5분) |
| MBC TV    | 2017년 11월 15일                    | 매주 수요일 밤 12:40 ~ 새벽 1:45 (1시간 5분) |
| MBC TV    | 2017년 12월 6일 ~ 2017년 12월 13일  | 매주 수요일 밤 12:40 ~ 새벽 1:45 (1시간 5분) |
| MBC TV    | 2017년 12월 27일 ~ 2018년 1월 3일   | 매주 수요일 밤 12:40 ~ 새벽 1:45 (1시간 5분) |
| MBC TV    | 2018년 1월 17일                     | 매주 수요일 밤 12:40 ~ 새벽 1:45 (1시간 5분) |
| MBC TV    | 2018년 3월 21일                     | 매주 수요일 밤 12:40 ~ 새벽 1:45 (1시간 5분) |
| MBC TV    | 2018년 6월 6일                      | 매주 수요일 밤 12:40 ~ 새벽 1:45 (1시간 5분) |
| MBC TV    | 2018년 7월 4일                      | 매주 수요일 밤 12:40 ~ 새벽 1:45 (1시간 5분) |
| MBC TV    | 2018년 8월 8일                      | 매주 수요일 밤 12:40 ~ 새벽 1:45 (1시간 5분) |
| MBC TV    | 2018년 9월 5일                      | 매주 수요일 밤 12:40 ~ 새벽 1:45 (1시간 5분) |
| MBC TV    | 2018년 9월 19일                     | 매주 수요일 밤 12:40 ~ 새벽 1:45 (1시간 5분) |
| MBC TV    | 2017년 11월 8일                     | 매주 수요일 밤 12:35 ~ 새벽 1:40 (1시간 5분) |
| MBC TV    | 2018년 6월 20일                     | 매주 수요일 밤 12:35 ~ 새벽 1:40 (1시간 5분) |
| MBC TV    | 2017년 11월 22일                    | 매주 수요일 밤 12:45 ~ 새벽 1:50 (1시간 5분) |
| MBC TV    | 2017년 12월 20일                    | 매주 수요일 밤 12:45 ~ 새벽 1:50 (1시간 5분) |
| MBC TV    | 2018년 1월 24일                     | 매주 수요일 밤 12:45 ~ 새벽 1:50 (1시간 5분) |
| MBC TV    | 2018년 2월 28일                     | 매주 수요일 밤 12:45 ~ 새벽 1:50 (1시간 5분) |
| MBC TV    | 2018년 11월 21일 ~ 2019년 3월 20일  | 매주 수요일 밤 12:45 ~ 새벽 1:50 (1시간 5분) |
| MBC TV    | 2018년 1월 10일                     | 매주 수요일 밤 12:50 ~ 새벽 1:55 (1시간 5분) |
| MBC TV    | 2018년 3월 14일                     | 매주 수요일 밤 12:50 ~ 새벽 1:55 (1시간 5분) |
| MBC TV    | 2018년 8월 29일                     | 매주 수요일 밤 12:50 ~ 새벽 1:55 (1시간 5분) |
| MBC TV    | 2018년 9월 12일                     | 매주 수요일 밤 12:50 ~ 새벽 1:55 (1시간 5분) |
| MBC TV    | 2018년 2월 14일                     | 매주 수요일 새벽 1:30 ~ 2:35 (1시간 5분)     |
| MBC TV    | 2018년 2월 21일                     | 매주 수요일 새벽 1:35 ~ 2:40 (1시간 5분)     |
| MBC TV    | 2018년 8월 15일                     | 매주 수요일 밤 12:30 ~ 새벽 1:35 (1시간 5분) |
| MBC TV    | 2018년 9월 26일                     | 매주 수요일 밤 12:45 ~ 새벽 1:45 (1시간)     |
| MBC TV    | 2018년 10월 17일                    | 매주 수요일 새벽 2:20 ~ 3:30 (1시간 5분)     |
| MBC TV    | 2019년 3월 27일 ~ 2019년 4월 3일    | 매주 수요일 밤 12:55 ~ 새벽 1:55 (1시간)     |
| MBC TV    | 2019년 4월 17일 ~ 2019년 5월 15일   | 매주 수요일 밤 12:55 ~ 새벽 1:55 (1시간)     |
| MBC TV    | 2019년 6월 26일                     | 매주 수요일 밤 12:55 ~ 새벽 1:55 (1시간)     |
| MBC TV    | 2019년 8월 14일 ~ 2019년 9월 4일    | 매주 수요일 밤 12:55 ~ 새벽 1:55 (1시간)     |
| MBC TV    | 2019년 10월 30일                    | 매주 수요일 밤 12:55 ~ 새벽 1:55 (1시간)     |
| MBC TV    | 2019년 4월 10일                     | 매주 수요일 밤 12:50 ~ 새벽 1:50 (1시간)     |
| MBC TV    | 2019년 5월 22일 ~ 2019년 6월 19일   | 매주 수요일 밤 12:50 ~ 새벽 1:50 (1시간)     |
| MBC TV    | 2019년 7월 3일 ~ 2019년 7월 10일    | 매주 수요일 밤 12:50 ~ 새벽 1:50 (1시간)     |
| MBC TV    | 2019년 7월 31일 ~ 2019년 8월 7일    | 매주 수요일 밤 12:50 ~ 새벽 1:50 (1시간)     |
| MBC TV    | 2019년 9월 18일 ~ 2019년 9월 25일   | 매주 수요일 밤 12:50 ~ 새벽 1:50 (1시간)     |
| MBC TV    | 2019년 10월 16일 ~ 2019년 10월 23일 | 매주 수요일 밤 12:50 ~ 새벽 1:50 (1시간)     |
| MBC TV    | 2019년 7월 17일                     | 매주 수요일 밤 12:35 ~ 새벽 1:35 (1시간)     |
| MBC TV    | 2019년 11월 13일 ~ 2020년 6월 3일   | 매주 수요일 밤 12:35 ~ 새벽 1:35 (1시간)     |
| MBC TV    | 2019년 9월 11일                     | 매주 수요일 새벽 1:50 ~ 2:50 (1시간)         |
| MBC TV    | 2019년 10월 2일                     | 매주 수요일 새벽 1:25 ~ 2:25 (1시간)         |
| MBC TV    | 2019년 10월 9일                     | 매주 수요일 새벽 1:00 ~ 2:00 (1시간)         |

## 같이 보기
- 나눔의 행복, 기부 (KBS 1TV)
- 나누면 행복 (MBC)
- 동행 (KBS 1TV)
- 소중한 나눔 무한 행복 - 소나무 (MBN)
- 사랑의 리퀘스트